# 1943 en droit
Cet article présente les faits marquants de l'année 1943 en droit.

## Naissances
- 5 décembre : Gro Eva Farseth, à Oslo (Norvège), plus connue sous le nom d'Eva Joly. Elle a été magistrate française.